# Benito Sanz y Forés
Benito Sanz y Forés (né le 21 mars 1828 à Gandia et mort le 1er novembre 1895 à Madrid) est un cardinal espagnol de la fin du XIXe siècle.

## Biographie
Benito Sanz y Forés est nommé évêque d'Oviedo en 1868, archevêque de Valladolid en 1881 et archevêque de Séville en 1889. Il participe au concile de Vatican I en 1869-1870.
Le pape Léon XIII  le crée cardinal lors du consistoire du  16 janvier 1893.

## Succession apostolique
Benito Sanz y Forés a ordonné les évêques suivants :
- Évêque Antonio Ibáñez y Galiano (1881)
- Évêque Luis Felipe Ortiz y Gutiérrez (1886)
- Évêque Manuel Santander y Frutos (en) (1887)
- Cardinal Juan Soldevilla y Romero (1889)
- Archevêque José Meseguer y Costa (es) (1890)
- Évêque Vicente Alonso y Salgado, Sch.P. (1894)